# NGC 1970
NGC 1970 هي مجرة تتبع كوكبة أبو سيف. اكتشفها جون هيرشل في 31 يناير 1835.

## روابط خارجية
- NGC 1970 على موقع ويكي سكاي: DSS2, SDSS, GALEX, IRAS, Hydrogen α, X-Ray, Astrophoto, Sky Map, Articles and images